# Daniel M. Tani
Daniel M. Tani (nascut l'1 de febrer de 1961) és un enginyer americà i astronauta de la NASA. Encara va néixer a Ridley Park, Pennsilvània, es considera de Lombard, Illinois, com la seva ciutat natal. Amb Peggy Whitson, en Tani va conduir el 100è passeig espacial a l'Estació Espacial Internacional.